# Ahmed Wali Karzai

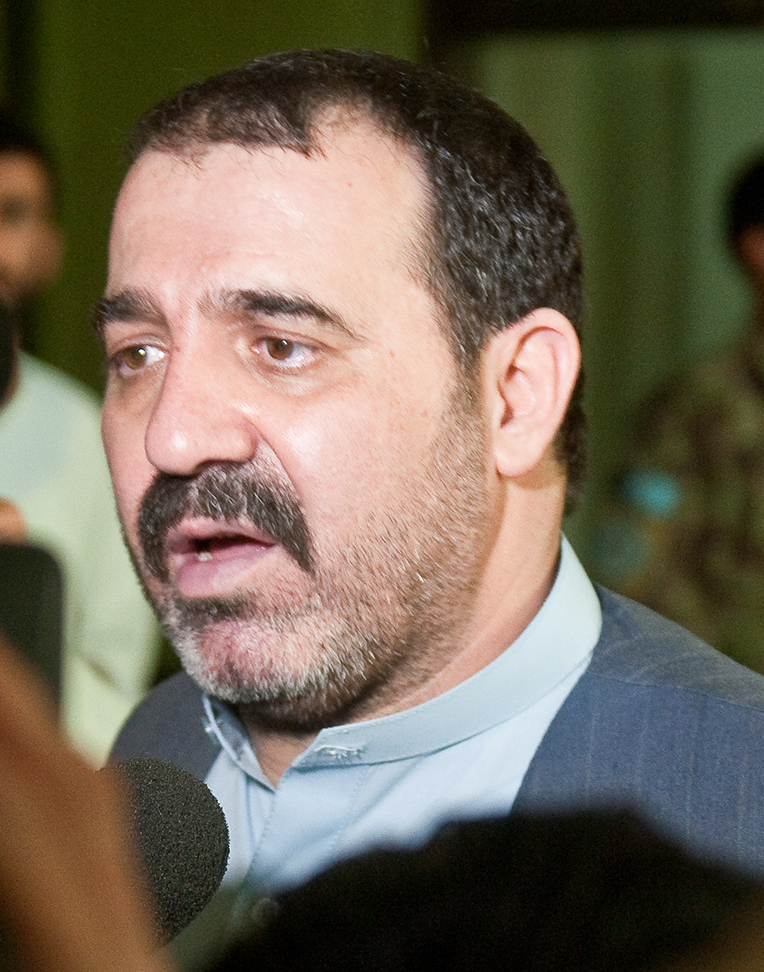
Ahmed Wali Karzai år 2010.

Ahmed Wali Khan Karzai, född 1961 i byn Karz i Kandaharprovinsen, Afghanistan, död den 12 juli 2011, var en afghansk politiker och före detta restaurangägare, halvbror till Afghanistans president Hamid Karzai och son till Abdul Ahad Karzai.

## Liv och karriär
Ahmed Wali Karzai bodde i Chicago i USA där han drev en restaurang med sin familj., men återvände till Afghanistan 2001, efter att talibanregimen avsatts.
Som en av de beslutande i Popalzai-klanen valdes han 2005 till Kandahars provinsstyrelse och blev dess ordförande. Har beskylldes för korruption och inblandning i knarkhandel men var ändå viktig för USA i deras militära närvaro.

## Mordet
Den 12 juli 2011 sköts han till döds av Sardar Mohammad, en av sina livvakter. Enligt rapporter sköts han med en pistol, en gång i huvudet och en gång i bröstet. Fem dagar före sin död hade han uppträtt i brittisk TV, i ett program presenterat av Lyse Doucet. Han talade då om allmänhetens uppfattningar om honom. Tusentals personer slöt upp vid hans begravning, som leddes av president Hamid Karzai.